# Great Britain III
Great Britain III est un voilier trimaran destiné à la course au large. Il est construit et dessiné par Derek Kelsall. Mis à l'eau en 1976 sous le nom Great Britain III, il est skippé par Chay Blyth. Ce dernier tente le record de la traversée de l'Atlantique nord à la voile l'année suivante, entre New York et le cap Lizard, mais il échoue. La même année, les assureurs de Blyth lui refuse de prendre le départ de la Transat anglaise 1976.
En 1978, le trimaran est vendu est renommé Disque d'Or II où il sera skippé par Pierre Fehlmann. Le navigateur suisse prend le départ de la Route du Rhum à son bord, mais en raison d'un pilote automatique défectueux il est contraint de rentrer à quatre reprises au port, où il finit par abandonner.

## Aspects techniques
Great Britain III est dessiné par Derek Kelsall. Il mesure 24,25 m de long pour 18 m de large,.

## Histoire en course
En 1978, le trimaran est skippé par Pierre Fehlmann lors de la première Route du Rhum. Il abandonne sur problème de pilote automatique,.